# Megaselia curvata
Megaselia curvata är en tvåvingeart som beskrevs av Bridarolli 1951. Megaselia curvata ingår i släktet Megaselia och familjen puckelflugor. Inga underarter finns listade i Catalogue of Life.